# 斎藤晴彦
斎藤 晴彦（さいとう はるひこ、1940年7月30日 - 2014年6月27日）は、日本の俳優。東京都文京区（旧東京府東京市本郷区）湯島天神下出身。早稲田大学第一文学部演劇学科卒業。

## 人物・来歴
大学卒業後、小劇団「劇団青俳」「発見の会」の団員を経て、1969年に「演劇センター68/69」（後の「黒テント」）に定着。
活動の中心は小劇場などでの舞台公演だったが、1986年にKDD（現・KDDI）のCM内でクラシックの『カルメン』の替え歌を披露したことで注目を集めた（これは『クインテット』〈NHK〉にも生かされている）。後に『女は軽麺』と新たな作詞を自ら行って正式に歌手デビューもする。
これがきっかけとなり、タモリの『今夜は最高』にゲスト出演。替え歌オペラのコントで和田アキ子らと共演し、一連のクラシック音楽の替え歌を行った。
1980年代には東映制作の特撮ドラマに多数出演。
1986年からは『11PM』のメイン司会を2年にわたって務めた。
死去した小鹿番の後任で『放浪記』での菊田一夫役などを演じていた。
2014年6月27日、自宅がある吉祥寺の路上で倒れ、搬送先の東京・三鷹の病院で心不全のため、死去。73歳没(享年74歳)。葬儀は7月3日に高平哲郎が取り仕切り、千日谷会堂で取り行われた。生涯、独身であった。

## 出演

### テレビドラマ
- プレイガール 第25話「女殺し昭和元禄」（1969年、東京12チャンネル）
- 江戸川乱歩シリーズ 明智小五郎 第25話「白昼夢 殺人金魚」（1970年、東京12チャンネル） - 早乙女 役
- 大都会 PARTII 第19話「別件逮捕」（1977年、日本テレビ） - 瀬田情児 役
- ザ・スーパーガール （1979年、東京12チャンネル）
  - 第34話「人妻告白 二人の夫を持つ女」
  - 第38話「結婚詐欺 誘惑の甘いメロディー」
- ピーマン白書（1980年、フジテレビ） - 父親 役
- 3年B組金八先生（1980 ‐ 1981年、TBS） ‐ 佐藤道夫
- ロボット8ちゃん（1981年、フジテレビ） - バラバラマン 役
エンディングのラストでは毎回異なるバラバラマンのぼやくような台詞が付された。
- 北の国から（1981 - 1982年、フジテレビ） - 警察官役
- バッテンロボ丸 第27話（1983年、フジテレビ） - サーカスの団長 役
- 宇宙刑事シャリバン（1983年、テレビ朝日） - カタリベビースト人間体（神父） 役
- 蒲田行進曲（1983年、TBS）
- ペットントン（1983 - 1984年、フジテレビ） - 畑セロリ
- くれない族の反乱（1984年、TBS）
- うちの子にかぎって… 第2話（1984年、TBS）
- ハーイあっこです（1984年、フジテレビ）
- 宇宙刑事シャイダー（1984年、テレビ朝日） - メリメリ人間態
- TVオバケてれもんじゃ（1985年、フジテレビ） - 小俣（ザ・グレート・デンキ）役
- イエスの方舟（1985年、TBS）
- 翔んでる警視（1986年、TBS）
- ボクの婚約者（1986年、フジテレビ）
- 超少女!はるひワンダー愛（1986年、フジテレビ）
- 妻たちの初体験（1986年、日本テレビ）
- お坊っチャマにはわかるまい!（1986年、TBS）
- な・ま・い・き盛り（1986年、フジテレビ） - 樋口修造
- このこ誰の子?（1986年、TBS）
- さすらい刑事旅情編 第1シリーズ（1988年、テレビ朝日） - 山波刑事
- 予備校ブギ（1990年、TBS）
- トワイライトはいつも雨降り（1990年、関西テレビ）
- 忠臣蔵（1990年、TBS）
- 土曜ドラマ（NHK総合)
  - 新十津川物語（1991年） - 吉田
- 世にも奇妙な物語（フジテレビ）
  - ラッキー小泉（1991年） - 万年勝造
- 次男次女ひとりっ子物語（1991年、TBS） - 桜井伍平
- 土曜ワイド劇場（テレビ朝日）
  - 「牟田刑事官事件ファイル16」（1992年） - 西野勝三郎
- 説得 エホバの証人と輸血拒否事件（1993年、TBS）
- 泣きたい夜もある（1993年、毎日放送）
- 清左衛門残日録（1993年、NHK総合）- 半田盛右衛門 役
- お願いダーリン!（1993年、フジテレビ）
- 刑事の恋（1994年、テレビ朝日）
- 戦国武士の有給休暇（1994年、NHK総合・BS2） - 島田良盛 役
- 火曜サスペンス劇場（日本テレビ）
  - 「新任判事補」（1994 - 1996年） - 椎田辰蔵 役
  - 「地方記者・立花陽介6」（1995年） - 松下刑事 役
  - 「転勤判事3」（1998年） - 寺久保悟 役
  - 「刑事・鬼貫八郎11」（2000年） - 石田刑事 役
  - 「どうぞ安らかに1・2」（2001 ‐ 2002年） - 野々村栄吉 役
- ドラマ新銀河（NHK総合）
  - いらっしゃい（1996年） - 石橋六助 役
- かわうそ（1996年、テレビ東京）
- 連続テレビ小説 あぐり（1997年、NHK総合） ‐ 岩見伸一 役
- 七曲署捜査一係'98（1998年、日本テレビ）
- 加賀百万石〜母と子の戦国サバイバル（1999年、NHK総合） - 今井宗薫 役
- ナニワ金融道 - 新山 光雄 役
  - ナニワ金融道4（1999年、フジテレビ）
  - ナニワ金融道5（2000年、フジテレビ）
- 金曜エンタテイメント（フジテレビ）
  - 「おばさんデカ 桜乙女の事件帖4」（1996年） - 亀有刑事 役
  - 「おばさんデカ 桜乙女の事件帖」（2000 - 2005年） - 牧村敏明 役
- 明智小五郎対怪人二十面相（2002年、TBS）
- 月曜ミステリー劇場（TBS）
  - 「世直し公務員ザ・公証人1」（2002年） - 竜崎弁護士 役
- 女と愛とミステリー（テレビ東京）
  - 「旅行作家・茶屋次郎4」（2004年） - 上島警部補 役
- 罪人の嘘 第5話（2014年、WOWOW） - 裁判長 役　※遺作。没後、放映。

### テレビ番組
- 今夜は最高!（1985年ほか、日本テレビ）ゲスト（1985年民間放送連盟賞のテレビ娯楽番組部門最優秀賞…1985年2月9日放送分「オペラ昭和任侠伝」）
- 極楽テレビ（1985年10月〜11月、テレビ朝日）
- 11PM（1986年4月〜1988年3月、日本テレビ）
愛川欽也に代わる水曜日メイン司会者を務める。
- さよなら大放送 おもしろ国鉄スペシャル（1987年3月31日 - 4月1日、日本テレビ）
鉄道唱歌262番[4]を歌い切った。
- ひるのプレゼント（NHK総合）
- ザ・ベストテン（TBS）
KDDのCMで使われた「女は軽麺」を歌うが、途中から歌詞を即興し出したため、それまで出ていた歌詞が画面から消された。
- アジア発見（NHK総合） - ナレーション
- いつみても波瀾万丈（2002年12月1日、日本テレビ）
- スタジオパークからこんにちは（2003年4月、NHK総合）
- クインテット（2003〜2013年、NHK教育） - スコア 役（声の出演）
- 美の巨人たち（2013年ほか、テレビ東京）ゲスト

### 映画
- 薔薇の葬列（1969年）
- いつか誰かが殺される（1984年）
- 真夏の夜はNO,TIME（1985年）
- いとしのエリー（1987年.東宝）
- 快盗ルビイ（1988年）
- 怪盗ジゴマ 音楽篇（1988年） - 声の出演
- 冬物語（1989年）
- 北京的西瓜（1989年）
- ほしをつぐもの（1990年）
- ペエスケ ガタピシ物語（1990年）
- 遺産相続（1990年）
- おいしい結婚（1991年） - 田宮作男
- 遊びの時間は終わらない（1991年）
- 夜逃げ屋本舗 第1作（1992年） - 財前徳郎 役
- 人間交差点 道（1993年）
- 男ともだち（1994年）
- 怖がる人々（1994年）
- 青空に一番近い場所（1994年）
- 真夜中まで（2001年）

### CM
- KDD
- パーシャルデント（小林製薬）
- チキチキボーン（日本ハム） - オペラ『オレアイーダ』の「凱旋行進曲」に歌詞をつけて歌っている。
- PROFIT筆（セーラー万年筆）
- 東海銀行（東海銀行）
- イヌイの引越（イヌイ運送株式会社）
- 亀田製菓「時左衛門プレゼント」（1985年）

### ラジオドラマ
- FMシアター「モモ」（NHK-FM） - 灰色の男 BLW553C役

### 吹き替え
- フルメタル・ジャケット（ハートマン（R・リー・アーメイ））

### 舞台
- レ・ミゼラブル - テナルディエ 役
- 放浪記 - 菊田一夫 役
- ウーマン・イン・ブラック～黒い服の女～

### レコード
- 『短いにこしたことはない結婚披露宴/離婚』（1986年）
- 『音楽の冗談』（1986年）
- 『ピーターラビットとなかまたち4』りすのナトキンのおはなし（1994年）

## 著書
- 『斎藤晴彦「音楽」術・モーツァルトの冗談』（シリーズ「日常術」晶文社、1986年）
- 『クラシック音楽自由自在』（晶文社、1991年）
- 『歌う演劇旅行』（晶文社、1997年）